# Dominique Stater
Dominique Stater (Miami, 22 de enero de 2001) es una deportista estadounidense que compite en vela. En los Juegos Panamericanos de 2023 obtuvo una medalla de plata en la clase iQFoil.

## Palmarés internacional
| Juegos Panamericanos | Juegos Panamericanos | Juegos Panamericanos | Juegos Panamericanos |
| Año                  | Lugar                | Medalla              | Clase                |
| -------------------- | -------------------- | -------------------- | -------------------- |
| 2023                 | Santiago (Chile)     | Medalla de plata     | iQFoil               |